# Light Table
Light Tableはソフトウェアエンジニアリング用統合開発環境で、Chris GrangerとRobert Attorriが開発および管理をしている。Light Tableは、即時実行、デバッグ、ドキュメントへのアクセスをリアルタイムにフィードバックすることを特徴としており、その即時フィードバックは、抽象化の開発に有用な実行環境を提供する。
Light Tableの開発チームは、プログラマにコードを書きながらその効果を解決させるのではなく、追加部分の効果をリアルタイムに見せるプログラムを作ろうと試みた。Light Tableは当初Clojureしかサポートしていなかったが、後にPythonやJavaScriptのサポートも目指すようになった。Light Tableの開発者は、Light Tableでプログラミング時間を最大20%短縮できると主張している。
Kickstarterのファンドレイジングキャンペーンにより資金を調達し、その後Yコンビネータにより後援された。 Kickstarterキャンペーンの目標額は200,000米ドルであったが、最終的には316,720米ドルを調達した。